# Klaus Fuchs
Emil Julius Klaus Fuchs (29. prosinec 1911, Rüsselsheim – 28. leden 1988, Berlín) byl německý teoretický fyzik. Byl součástí amerického projektu Manhattan a podílel se na vývoji první atomové bomby „Fat Man“, zároveň byl ale sovětským špiónem a detaily o bombě předal Sovětům, kteří tak vlastní atomovou bombu brzy získali také.

## Život
Fyziku vystudoval na univerzitě v Lipsku. Ve 20. letech byl v Německu členem sociální demokracie, ale roku 1932 byl vyloučen a vstoupil do Komunistické strany Německa. V roce 1933, po uchopení moci nacisty, emigroval do Velké Británie. Zde získal titul PhD na univerzitě v Bristolu a titul doktora věd na univerzitě v Edinburghu. Po vypuknutí války mezi Británií a Německem byl načas internován na ostrově Man a v Kanadě, ovšem nakonec byl shledán jako důvěryhodný, roku 1941 se vrátil do Británie a podílel se na projektu Tube Alloys, britském projektu vývoje atomové bomby. Již tehdy informace předával Sovětům. Roku 1943 byl pozván na Kolumbijskou univerzitu v New Yorku a k projektu Manhattan. Od roku 1944 pracoval přímo v Los Alamos, kde se bomba vyvíjela. Podílel se zde především na vyřešení problému imploze. V té době předal nejcennější údaje do Sovětského svazu, přes kurýra NKVD Harry Golda. V roce 1945 se vrátil do Británie a pracoval v ústavu Atomic Energy Research Establishment v Harvellu. Roku 1950 byl zatčen a přiznal se ke špionáži pro SSSR. Byl odsouzen na 14 let do vězení a ke ztrátě britského občanství. Propuštěn byl po devíti letech, roku 1959. Odcestoval do východního Německa (Německé demokratické republiky). Zde se stal členem akademie věd i členem ústřední výboru vládnoucí Sjednocené dělnické strany (SED). Později byl jmenován ředitelem ústavu atomového výzkumu v Rossendorfu. Zde působil až do odchodu do důchodu v roce 1979.